# Blossia anatolica
Blossia anatolica är en spindeldjursart som först beskrevs av Roewer 1941.  Blossia anatolica ingår i släktet Blossia och familjen Daesiidae. Inga underarter finns listade.